# Dimitrios Konstandopulos
Dimitrios Konstandopulos (ur. 29 listopada 1978 w Salonikach) – grecki piłkarz występujący na pozycji bramkarza.